# Jógvan Poulsen (Pädagoge)

Vier der Gründungsmitglieder des Sambandsflokkurin im Jahr 1906. Jógvan Poulsen ist Zweiter von rechts.

Jógvan Poulsen (* 19. Februar 1854 in Svínáir auf Eysturoy, Färöer; † 21. Januar 1941 in Strendur) war ein färöischer Pädagoge, Autor und Politiker des Sambandsflokkurin.
Jógvan Poulsen war der Sohn von Birgithe Thomasdatter aus Funningur und Poul Joensen aus Eiði. Verheiratet war er mit Sigga Catrina Sofía Petersen aus Hósvík.
1874 kam er auf das Lehrerseminar in Tórshavn, von wo er 1876 mit seinem Examen abging. Danach wurde er Lehrer in Strendur, Skáli, Selatrað und Morskranes, bis er 1917 aus dem Dienst schied.
Zusammen mit Chr.L. Johannesen schrieb er das erste färöische Schulbuch Förisk ABC und lesingabók, das der Føringafelag 1891 herausgab. Das Buch wurde nicht viel benutzt, denn die Grammatik der färöischen Sprache wurde kurze Zeit später geändert, und es stand im Schatten der Lesebücher von A. C. Evensen.
Die größte Bekanntheit erlangte Poulsen mit seiner Bibelgeschichte Bíbliusøga von 1900. Es wird als ein Meilenstein der färöischen Literaturgeschichte angesehen, da es das erste Religionsbuch in einer Sprache war, in der es damals noch keine Bibelübersetzung gab. Außerdem war es nach den neuen grammatischen Regeln geschrieben.
1883–1928 saß Poulsen als Abgeordneter für den unionistischen im Løgting, ab 1906 für den unionistischen Sambandsflokkurin, dessen Mitbegründer er war.
1898–1903 und 1906–1912 saß er im Vorstand des Føroya Lærarafelag (färöischer Lehrerverband), und 1924–28 war er Mitglied im Føroya skúlastjorn, dem Schulamt der Färöer.
Poulsen war außerdem Ratsherr in der Sjóvar kommuna, zeitweise als Bürgermeister.
Am 19. Mai 2008 wird Jógvan Poulsen auf einer Briefmarke des Postverk Føroya geehrt.

## Werke
- Førisk ABC og lesingabók, 1891 (zusammen mit Chr. L. Johannessen)
- Bíbilsøga, 1900